# 罗斌 (1915年)
罗斌（1915年—1994年），江西永新人，中国人民解放军将领、中国人民解放军开国少将。曾任海军青岛基地航空兵政委，东海舰队航空兵政委。

## 生平
1927年加入中国共产主义青年团。1928年参加中国工农红军。1929年加入中国共产党。
1955年，授予中国人民解放军少将。